# Concierto para violín n.º 1 (Wieniawski)
El Concierto para violín n.º 1 en fa sostenido menor, Op. 14 , del virtuoso violinista polaco Henryk Wieniawski, se estrenó el 27 de octubre de 1853 en Leipzig. La partitura está dedicada al rey Federico Guillermo IV de Prusia.

## Estructura
La obra consta de tres movimientos:
- Allegro moderado
- Preghiera: Larghetto
- Rondo: Allegro divertido

El primer movimiento se construye sobre dos temas contrastantes, el primero en ritmo punteado e inicialmente vacilante, y el segundo en si bemol mayor (presentado por los violonchelos), amplio y expresivo. Estos temas son, a su vez, retomados y adornados por el solista con formidable virtuosismo, utilizando dobles notas y notas armónicas, especialmente en la cadencia, así como en el registro extremadamente agudo del violín.
El segundo movimiento, Preghiera (oración), es un breve interludio lírico en la mayor, donde se da mucha importancia a los instrumentos de viento madera y trompas de la orquesta. Esto nos lleva directamente al Rondo final, una pieza colorida y vivaz con un episodio contrastante en si mayor y una ejecución bravura exigente, pero sin el virtuosismo extremo del primer movimiento (lo que sugiere que fue compuesto antes).
La característica sorprendente de este movimiento es el hecho de que la parte solista puede ser, y probablemente esté destinada a ser, tocada en la cuerda aguda, mostrando así la riqueza del sonido del violín.
La pieza de conjunto rara vez se interpreta en concierto debido a la debilidad del segundo y tercer movimiento. Muchos consideran que esta pieza es desequilibrada, con un primer movimiento difícil y tenso y un segundo y tercer movimiento transparentes y débiles.